# Parc régional Mainprize
Le parc régional Mainprize (Mainprize Regional Park en anglais) est un parc situé dans la municipalité rurale de Cymri No. 36 en Saskatchewan au Canada. Le parc comprend un terrain de golf de 18 trous, la place Pederson (une salle multifonctionnelle de 460 m2), le réservoir Rafferty, une plage, une usine de traitement de l'eau, des terrains de camping et des quartiers résidentiels.